# 李安庄观音阁
李安庄观音阁，原名兴源寺，位于山西省临汾市汾西县城北10公里的永安镇李安庄村西。

## 历史
观音阁始建于唐，金、明、清均曾重修。

## 建筑
观音阁现存均为明清建筑，依山势而建筑，包括前、中、后三进院落，自东向西分别为宝阁、灵泉、神洞。
东院的观音宝阁，供奉观音，面阔三间，进深两椽，三重檐歇山顶，雕刻精美，保存有壁画，碑刻及明代铁钟等。
中院有3孔砖窑，一窑为灵泉，另两窑供老君、地藏。
后院“神洞”，为天然石灰岩洞，高丈余，传说可通五台山，楹联为：“观音神洞八百里，五台北峰正对门。”   

## 保护
1990年公布为汾西县文物保护单位。2021年8月4日，李安庄观音阁公布为第六批山西省文物保护单位，编号6-256。